# Orion (Bataan)
Orion ist eine philippinische Stadtgemeinde in der Provinz Bataan. Sie hat 56.002 Einwohner (Zensus 1. August 2015). In Orion wurde 1847 Cayetano Arellano geboren, der der erste Vorsitzende des Obersten Gerichtshofes der Philippinen 1901 berufen wurde.

## Baranggays
Orion ist politisch unterteilt in 23 Baranggays.
| - Arellano (Pob.) - Bagumbayan (Pob.) - Balagtas (Pob.) - Balut (Pob.) - Bantan - Bilolo - Calungusan - Camachile - Daang Bago (Pob.) - Daang Bilolo (Pob.) - Daang Pare - General Lim (Kaput) | - Kapunitan - Lati (Pob.) - Lusungan (Pob.) - Puting Buhangin - Sabatan - San Vicente (Pob.) - Santo Domingo - Villa Angeles (Pob.) - Wakas (Pob.) - Wawa (Pob.) - Santa Elena |